# 17917 Cartan
17917 Cartan è un asteroide della fascia principale. Scoperto nel 1999, presenta un'orbita caratterizzata da un semiasse maggiore pari a 2,5721960 UA e da un'eccentricità di 0,1651358, inclinata di 1,15708° rispetto all'eclittica.